# Taekwondo
El taekwondo, taekwon-do, tae kwon-do o taekuondo (en hangul, 태권도; pronunciado tʰɛ.kwən.do) (abreviado a TKD) es un arte marcial de origen coreano fundado en 1955 por el general Choi Hong Hi.
Exiliado el general Choi Hong Hi de su país por cuestiones políticas, creó el 22 de marzo de 1966 la Federación Internacional de Taekwon-Do (ITF) en Canadá. Por otra parte el Grand Master Haeng Ung Lee quien fue la mano derecha del general Choi en la Oh do Kwan creó la (ATA) en Estados Unidos en el año 1969, años más tarde en 1973 se creó la World Taekwondo Federación (WT), fundada en Corea del Sur. Esta última fue la organización que permitió que se introdujera el taekwondo como deporte olímpico, participando por primera vez en los Juegos Olímpicos de 1988, como deporte de exhibición y en los Juegos Olímpicos del 2000, como deporte olímpico. Mientras que el estilo promovido por la ITF (Federación Internacional de Taekwon-Do) se mantuvo siempre por fuera de los Juegos Olímpicos, desarrollando sus propios campeonatos mundiales desde 1974, como disciplina deportiva sin olvidar la parte marcial.
Dentro de las artes marciales y deportes de combate, el taekwondo destaca por la variedad y espectacularidad de sus técnicas de patadas, siendo una de las artes marciales más efectivas y conocidas del mundo.
Para su creación, el general Choi se basó en el arte coreano del taekkyon (que influyó en la forma de realización de varios de los golpes con el pie y en el trabajo táctico o de pasos y desplazamientos), así como en el Karate-Do japonés (de donde provienen los golpes con el puño y a mano abierta, la planimetría o división por zonas del cuerpo humano, los bloqueos, las posiciones y el sistema de grados por cinturones de colores kup-dan). De esta disciplina también se derivan su primer uniforme y sus primeras formas o esquemas conocidas como hyong en la ITF (International Taekwon-Do Federation) y como palgwe en la WT (World Taekwondo). Estas primeras formas han sido reemplazadas por las formas tul en la ITF, y por las formas taeguk en la WT, con el fin de afianzar más su propia identidad, frente a las disciplinas de donde proviene.
Al practicante de esta disciplina se le denomina taekuondista o taekwondista —forma mayoritaria y preferible según la Fundación del Español Urgente—, taekwondoka —por analogía con judoka o karateka— o taekwondoin —semejante a la denominación en coreano—.
El taekwondo se considera un método que busca acondicionar el cuerpo y potenciarlo físicamente, además del desarrollo de la voluntad y la sabiduría por medio de la experiencia. Basándose en las diversas leyes físicas para generar la máxima potencia, enfocándola de manera precisa, mediante la aceleración de la masa corporal.

## Etimología

Taekwondo escrito en coreano

La palabra taekwondo proviene de los caracteres chinos (hanja) 跆拳道 que significan:
- 跆 (tae, escrito 태 en hangul): técnicas que impliquen el uso de los pies. (pie).
- 拳 (kwon, 권): técnicas que impliquen el uso de los brazos (puño).
- 道 (do, 도): camino de perfeccionamiento. Concepto filosófico oriental, conocido también como dao o tao en chino y como dō en japonés. (Camino)

Por tanto, la palabra taekwondo podría traducirse como «el camino del puño y la patada», lo cual hace referencia a que es un arte marcial que utiliza únicamente los pies, las manos y otras partes del cuerpo (como por ejemplo: las rodillas y los codos), prescindiendo por completo del uso de armas, tanto tradicionales como modernas. Aunque diversos canales de televisión han señalado que realmente la traducción directa sería «el poder del puño y la patada»,[cita requerida] esto no es correcto.

## Historia

### Antecedentes
Los maestros e instructores coreanos, debido a su fuerte nacionalismo y resentimiento tras la ocupación japonesa por 35 años (1910-1945), (periodo donde muchos de los maestros precursores del arte se entrenaron en karate, judo o kendo) según Park (1993, p. 241–274): y tras la guerra de Corea (1950-1953) donde se produjo la división actual del país en Corea del Norte, y Corea del Sur, ubican los orígenes del taekwondo remontándose al siglo V d. C., a la práctica del arte marcial nativo llamado taekkyon, arte aún practicado, que incluso ha sido declarado patrimonio inmaterial de la humanidad por las Naciones Unidas. La evidencia de su práctica fue hallada en tumbas antiguas por arqueólogos japoneses durante la ocupación, donde algunas pinturas murales mostraban a dos hombres en una escena de pelea.
Antes de la Corea moderna se podían distinguir los antiguos tres reinos en Corea, siendo estos:
- Goguryeo (37 a. C.-668).
- Baekje (18 a. C.-660).
- Silla (57 a. C.-936).

Los militares de la dinastía Goguryeo desarrollaron un estilo de boxeo o arte marcial o «kempo coreano» llamado kwon bop, basado en diversos estilos chinos, pero adaptados a sus propias necesidades. En esa época también se popularizó un estilo de arte marcial que daba mucha importancia a las patadas en lugar de los puñetazos. Este estilo de defensa personal sin armas es el denominado taekkyon.

Otro arte marcial de gran importancia en esa época fue el subak que trataba del entrenamiento en armas tradicionales como la espada, el arco y la lanza. Se creó un cuerpo de guerreros organizados instruidos en este arte, denominado sonbe. En el año 400, el reino de Baekje intentó invadir el reino de Silla. Se dice que Gwanggaeto, apodado «el grande de Goguryeo», envió 50.000 tropas Sonbe de apoyo al reino de Silla, lo que supuso el primer contacto del reino de Silla con el subak.
La dinastía Silla unificó los reinos después de ganar la guerra contra el reino de Baekje en el año 668 y contra el de Goguryeo en el año 670 d. C. Sus guerreros, los caballeros florecientes o Hwarang desempeñaron un papel importante en la unificación de la antigua Corea, pero posteriormente cayeron en el olvido debido al abuso de su poder político, por lo que fueron reemplazados por los nobles.

### Taekwon-Do ITF (Federación Internacional de Taekwon-Do)
La Federación Internacional de Taekwon-Do (ITF) es una organización fundada el 22 de marzo de 1966 en Canadá, encargada de regular y reglamentar las prácticas marciales y profesionales del Taekwon-Do. Aunque desde su fundación se fue dividiendo, y fueron naciendo distintas organizaciones ''ITF'', por lo que hoy en día el taekwon-do ITF es un estilo de taekwondo que mantiene las raíces y tradiciones del arte marcial.
El Taekwon-Do fue registrado por primera vez ante el Estado coreano el 11 de abril de 1955 en Seúl por Choi Hong Hi, quien para su creación se basó en todo lo que aprendiera antes de su juventud como estudiante del taekkyon, antes de la ocupación japonesa de Corea (1910-1945), periodo donde el joven Choi fue protagonista de hechos que marcarían su vida y lo llevarían a impulsar la creación del taekwondo. Tras cumplir sus 20 años, Choi fue enviado al Japón, donde además de continuar con su educación universitaria fue formado en la práctica del karate japonés estilo shotokan, logrando dos años más tarde su primera graduación como cinturón negro 1.º dan. Su camino en el aprendizaje del karate lo llevó a la par de su formación académica, manteniendo una gran preparación física y mental que lo terminaría ascendiendo a la graduación de 2.º dan.
Durante el desarrollo de la Segunda Guerra Mundial (1939-1945), Choi fue obligado a enlistarse y servir en el ejército del imperio japonés; sin embargo, en la Corea ocupada, durante un viaje de regreso a Pionyang (hoy capital de Corea del Norte), Choi fue tomado prisionero por el ejército japonés bajo las acusaciones de traición y de promoción del Movimiento Independentista Coreano, siendo encarcelado en forma preventiva por 8 meses hasta la resolución de su juicio. Durante su encierro, comenzó a reunir lo mejor de las dos artes marciales aprendidas (taekkyon y karate) y a dar forma a su propio estilo marcial. Tras haber finalizado la guerra en 1945, con la derrota y el retiro de los invasores japoneses gracias a la intervención de los Estados Unidos, Choi fue designado como subteniente del nuevo ejército coreano (hoy con fidelidad a la actual Corea del Sur), teniendo a partir de aquí una nueva forma de difusión de su nuevo arte.Y gracias a ello se conoce este nuevo deporte.
A lo largo de su carrera militar (en la que se incluyeron varios viajes a los Estados Unidos y su intervención en la guerra de Corea), Choi continuó perfeccionando sus técnicas y cosechando seguidores (muchos de ellos soldados que se encontraban bajo sus órdenes), hasta llegar en el año 1954 a ser ascendido al rango de general. Durante esos años denominó a su escuela como Oh Do Kwan (en coreano: «Mi propio estilo») al tiempo que daba estructura y refinamiento a las técnicas y tácticas del nuevo arte junto a su compañero Nam Tae Hi. El saber marcial de Choi comenzó entonces a tomar reconocimiento entre las fuerzas armadas y el pueblo coreano, quienes aceptaron la propuesta de la escuela Oh Do Kwan como un nuevo arte marcial, comenzando a interesarse por su práctica. La efectividad y difusión de su método marcial llevaron a Choi a organizar una reunión con instructores, historiadores y líderes de la sociedad coreana para dar un nombre definitivo a este nuevo arte marcial. Como fruto de estas reuniones, el 11 de abril de 1955 fue aprobado como nueva denominación del arte creado por Choi, el nombre de taekwondo, el cual describe a este arte marcial como el camino de los pies y puños (tae: acción de patada, kwon: acción de puño, do: camino a seguir). Citando la enciclopedia del Taekwondo, este último Se refiere a los aspectos éticos, morales y filosóficos
perseguidos por el arte para el desarrollo personal de cada estudiante.

### Taekwondo WT (World Taekwondo)

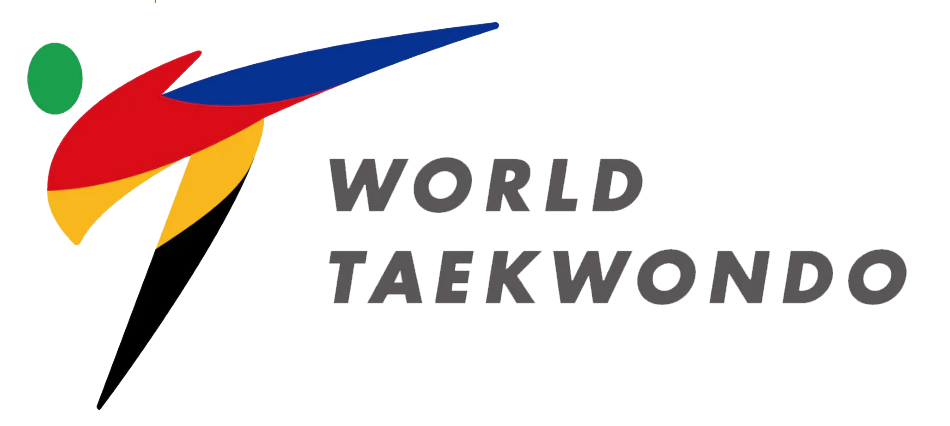
Logotipo del World Taekwondo

El Taekwondo Mundial (antiguamente  Federación Mundial de Taekwondo) es una organización creada en 1973 en Corea del Sur,  año en el que se realiza el primer campeonato mundial de Taekwondo WT. Esta federación es reconocida por el Comité Olímpico Internacional. La Federación Mundial de Taekwondo sigue los reglamentos y estatutos establecidos por el Kukkiwon. 
Para su diseño se tuvo en cuenta las enseñanzas de varios maestros coreanos, quienes vivieron en Japón durante la ocupación de Corea (1910-1945), y que aprendieron de los maestros Gichin Funakoshi, Kenwa Mabuni y Kanken Toyama, fundadores de los estilos japoneses shotokan, shitō-ryū y shudokan de karate-Do respectivamente. Es importante notar que algunos pocos de estos maestros ya tenían experiencia previa en artes marciales chinas (kung-fu) o nativas como el taekkyon coreano; sin embargo, tras regresar a Corea, fundaron las llamadas 9 escuelas de artes marciales o kwan (5 originales y 4 que surgieron después de la Segunda Guerra Mundial (1939-1945) siendo estas:
- Chung Do Kwan (청도 관) - primer dojang de Taekwondo en Corea fundado en 1944 por Lee Won Kuk (이원국), quien había estudiado Taekkyeon en Seúl, y también estudió Karate Shotokan en Japón, y varios estilos de Kung Fu en las provincias de Henan y Shanghái en China.
- Song Moo Kwan (송 무관) - fundada en Kaesong en 1946 por Ro Byung Jick (노병 직), que había estudiado Karate Shotokan con Gichin Funakoshi junto con el fundador de la Chung Do Kwan, Lee Won Kuk en Japón.
- Moo Duk Kwan (무덕 관) - fundada 1945 por Hwang Kee (황기) quien denominó a su arte en un principio Hwa Soo Do. Hwang estudió taekwondo, taichí y Chang quan (o Kung Fu del norte de china, el cual se destaca por sus múltiples técnicas de patadas o Tantui (弹腿)) en China. Sus dos primeros intentos de dirigir su escuela a la cual llamó Hwa Soo Do no tuvieron éxito. Después de 1946, dándose cuenta de que la mayoría de los coreanos no estaban familiarizados con las artes marciales chinas que enseñaba, incorporó la influencia más familiar para la época; la influencia japonesa proveniente del karate, representda por el Tang Soo Do dentro del plan de estudios. En 1953 y en adelante hasta el año 1960, la Moo Duk Kwan creció hasta convertirse en la mayor organización de artes marciales en Corea, y cerca del 75% de todos los artistas marciales en Corea practicaban Tang Soo Do - de la escuela Moo Duk Kwan. En 1957, Hwang Kee redescubrió el arte del Soo Bahk (수박) o Su Bak, un arte marcial clásico de Corea descrito en el antiguo manual militar coreano o Muyedobotongji (무예 도보 통지), añadiendo algunas técnicas de este a su arte. En 1960, la Asociación Coreana Bahk Do Soo se constituyó, y oficialmente se registró ante el gobierno de Corea como arte marcial coreano tradicional. Al año siguiente, la disciplina Moo Duk Kwan - Soo Bahk Do fue reconocida internacionalmente por primera vez.
- Ji Do Kwan (지도관) - o el club Chosun Yun Mu Kwan Kong Soo Do (조선 연 무관 공수도 부), la Chosun Yun Mu Kwan había sido la escuela Kodokan original japonesa en Corea durante más de 30 años antes) fundada el 3 de marzo de 1946 por Chun Sang Sup (전상섭); quien había estudiado karate shitō ryū con el maestro kenwa Mabuni en Japón, y más tarde llamó a su arte "Kong Soo Do (공수도) '. Chun tenía una relación muy estrecha con Yoon Byung-In, fundador del club YMCA Kwon Bop. Chun y Yoon viajarían a entrenar con otros artistas marciales, a veces viajando a Manchuria. Se entrenaron entre sí, tanto que llegaron a ser conocidos como hermanos. Chun se perdió durante la guerra de Corea; Posteriormente, los miembros restantes de este Kwan votaron para cambiar su nombre a 'Ji Do Kwan'. Después de que Chun desapareció en la guerra de Corea (1950-1953), los estudiantes originales de Chun nombraron al Maestro Yoon Byung-Kwe (윤쾌병, quien además había entrenado Chuan Fa/ kung fu en Manchuria) como su primer Presidente.
- Chang Moo Kwan (창 무관) - o el club de la YMCA Kwon Bop (YMCA 권법 부) fue fundado en 1946 por Yoon Byung-in (윤병인), quien había estudiado Kung Fu chino (Quan fa) en China. Además después en Japón durante sus estudios en la Universidad de Nihon, se entrenó bajo el karate Shudokan, con el maestro fundador de este estilo, Kanken Toyama. A diferencia de otros Kwans que dieron origen al taekwondo. El Chang Moo Kwan buscó basarse más en el Kung Fu chino (Quan-fa). La temprana Chang Moo Kwan enseñó el estilo Palgi Kwon (팔기 권) (influenciado por el Baji-quan). Yoon también desapareció durante la guerra de Corea (1950-1953). Sus enseñanzas fueron continuadas por su mejor estudiante, Lee Nam Suk, quien cambió el nombre de la escuela a Chang Moo Kwan. Actualmente uno de sus representantes el 10 ° Dan Gran Maestro Soon Bae Kim, siendo uno de los dos grados más altos dados por el Kukkiwon (10 Dan), y está a cargo de las pruebas superiores en el Kukkiwon.

Escuelas o kwans surgidas después de la Segunda Guerra Mundial (1939-1945) y la liberación de Corea:
- Han Moo Kwan (한무 관) - fundada en agosto de 1954 por Lee Kyo Yoon como una rama de la Yun Moo Kwan / Ji Do Kwan.
- Oh Do Kwan (오도 관) - fundada en 1955 por Choi Hong Hi, quien también se convirtió en jefe honorario de la Chung Do Kwan. Los mejores instructores fueron Nam Tae Hi y Han Cha Kyo. Esta rama se convertiría en lo que hoy es el taekwondo ITF.
- Kang Duk Kwan (강덕원) - fundada en 1956 por Park Chul Hee y Hong Jong Pyo como una rama de la Kwon Bop Bu / Chang Moo Kwan.
- Jung Do Kwan (정도 관) - fundada en 1956 por Lee Yong Woo (falleció en agosto de 2006) como una rama de la Chung Do Kwan.

La formación de la Asociación de Kong Soo Do, la formación de la Asociación de Taekwondo de Corea o KTA y el Kukkiwon
El 25 de mayo de 1953, mientras que la guerra en Corea continuaba, los representantes de los cinco Kwans originales (Song Moo Kwan, Chung Do Kwan, Yun Moo Kwan / Ji Do Kwan, Chang Moo Kwan y Moo Duk Kwan) se reunieron en la ciudad de Pusan y formaron la Corea Kong Soo Do Asociación. La asociación no eligió a un presidente. Eligieron a Young-Joo Cho como vicepresidente y Byung Jik Ro (fundador del Song Moo Kwan) como director ejecutivo.
Byung Jik Ro también fue nombrado "el maestro instructor" y como "el presidente del comité de promoción de la organización." Con el tiempo la discordia surgió entre los diferentes miembros, y la asociación se disolvió. La escuela Chong Do Kwan continuó describiendo su arte como Kong Soo Do hasta 1962.
Cuando terminó la guerra de Corea (1950-1953), Hong Hi Choi y Nam Tae Hi fundaron la Oh Do Kwan dentro de la academia militar, y solo el personal militar era admitido, a pesar de que había fuertes vínculos con la escuela Chung Do Kwan, que Choi fundó más adelante en 1954. Choi afirmó ser quien diseñó las formas Chang Hon utilizadas por la Federación Internacional de Taekwon-Do, pero algunos creen que vinieron del maestro Nam Tae Hi, que tenía mucha más experiencia y entrenamiento en las artes marciales que Choi, y quien además era su superior.
El 3 de septiembre de 1959, los representantes de las escuelas o Kwans acordaron unirse bajo el nombre de "Asociación de Taekwondo de Corea" (o KTA, Korean Taekwondo Association en idioma inglés), y el general Choi Hong Hi fue elegido su presidente. El General Choi fue elegido presidente a causa de su posición como general en el ejército de Corea (que aún estaba bajo régimen militar) y porque él prometió a los jefes de las Kwans originales que iba a promover el Taekwondo. Sin embargo, para ese entonces Corea era un país pobre, devastado por las guerras; y tenía otras preocupaciones más urgentes que gastar valiosos recursos en la promoción de las artes marciales. Debido a que el gobierno no lo pudo ayudar, como Choi había prometido, Choi cayó en desprestigio con los líderes de las otras escuelas o Kwan.
El 19 de septiembre de 1961, por decreto presidencial, la asociación recién formada se convirtió en la Asociación Coreana de Tae-Soo-Do. Esto se considera la "verdadera" de la KTA. El Sr. Che Myung Shin (quien no era artista marcial) fue elegido el primer presidente de la KTA, sirviendo hasta el 15 de enero de 1965, cuando fue reemplazado por el general Choi. Choi fue presidente por un año, durante el cual convenció a la asociación para cambiar su nombre de nuevo a la Asociación Coreana de Taekwondo. El cambio de nombre se completó el 5 de agosto de 1965. El 30 de enero de 1966, Byung Jik Ro, fundador de la escuela Song Moo Kwan fue elegido presidente de la KTA.

#### Kukkiwon

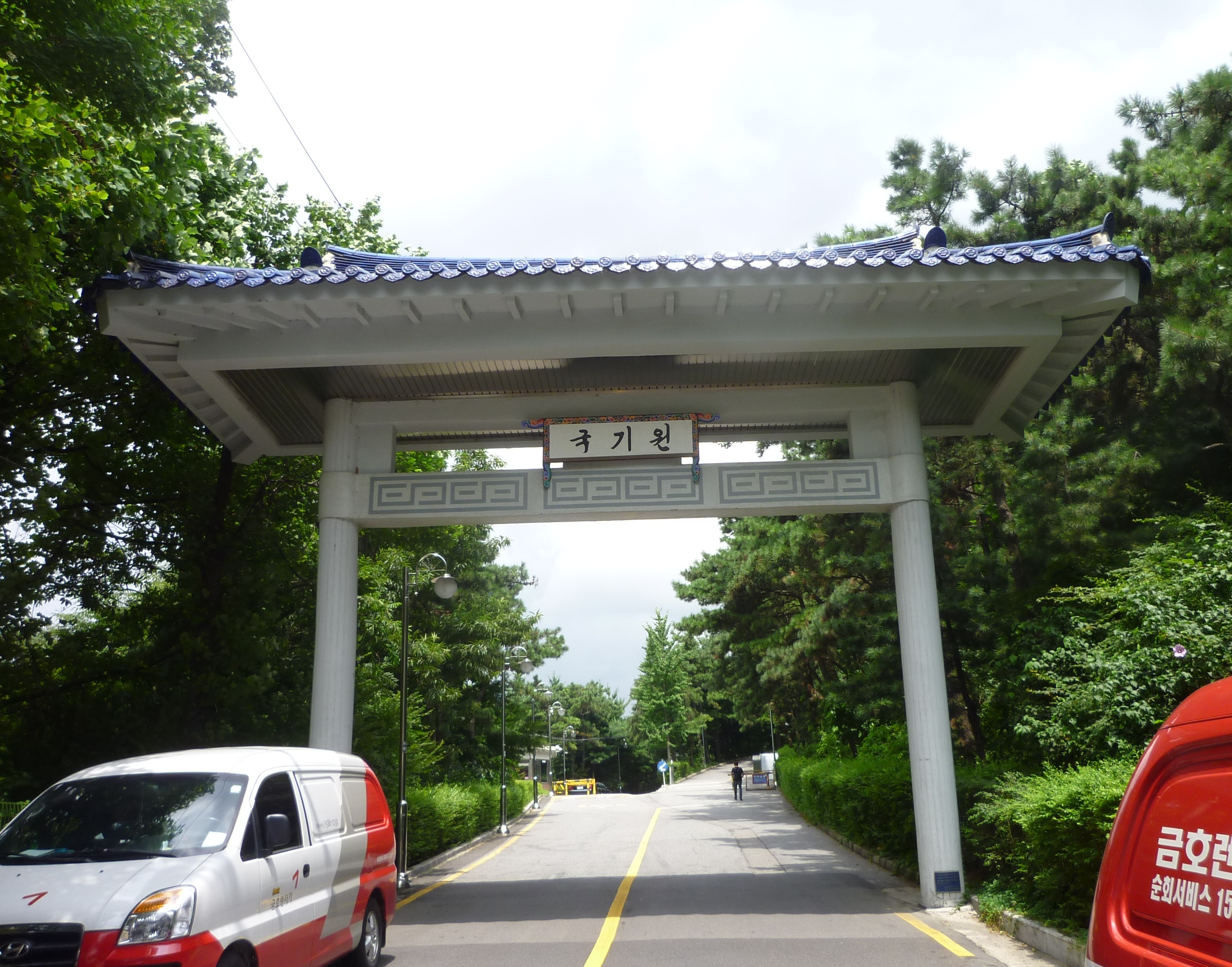
La puerta de la Kukkiwon (국기원)

El 8 de enero de 1977, las escuelas Kwan de forma unificada, dieron el reconocimiento al Kukkiwon, que fue creado en 1972. El Kukkiwon, también conocido como los World Taekwondo Headquarters (en idioma inglés), es la sede de la Academia Mundial de Taekwondo, la organización reguladora oficial del Taekwondo WT, establecida por el gobierno de Corea del Sur. Además el Kukkiwon está acreditado como la institución oficial de promoción para los futuros cinturones negros en taekwondo. Antes de esta declaración, las escuelas Kwan otorgaban sus certificaciones "kwan" de forma individual, siendo más apreciadas que los certificados emitidos en ese entonces por el Kukkiwon o la KTA (Korean Taekwondo Association). Actualmente, la Federación Mundial de Taekwondo (o WTF World Taekwondo Federation) ha reemplazado los nombres de las diferentes escuelas o "kwan" con números de serie en los diplomas. Asimismo, el Kukkiwon adjunta el número de grado para cinturón negro superior (1-9) Dan en sus diplomas.

### Actualidad
Si bien el taekwondo es un arte marcial moderno basado en algunas artes marciales antiguas como el Taekkyon y tradicionales como el karate-do; en Occidente tiene poco tiempo de conocerse, ya que no fue sino hasta después de la guerra de Corea (1950-1953) que los maestros coreanos empezaron a enseñar a los soldados de los Estados Unidos en los años 60 y 70 fue promovido como «karate coreano». Y solo fue hasta después de haber sido registrado como taekwondo en 1955, por el general Choi que esta disciplina tuvo un nombre común. Fue Choi quien decidió fundar la Federación Internacional de Taekwondo, conocida por sus siglas en inglés ITF. La formación de esta federación, permitiría la apertura de las primeras academias en la década de los 60 en América y Europa. Para 1973 y con el afán de globalizar la disciplina, un grupo de maestros provenientes de la ITF, así como de las diferentes escuelas marciales coreanas o "quan" inauguran en 1973 la Federación Mundial de Taekwondo (WTF), la cual comienza a profesar la disciplina con múltiples reformas, desde Corea del Sur respecto a lo reglamentado por la ITF.
En 1973 se realizó el primer campeonato mundial de taekwondo. Estos torneos fueron exclusivamente masculinos durante la década de los 70. Más tarde las mujeres empezaron a tener oportunidades de participar hasta 1987. A mediados de la década de los 80 el Taekwondo WT fue aceptado como deporte por el COI; ya en 1986 el Taekwondo participó por primera vez en unos juegos deportivos (juegos asiáticos) y en 1987 en juegos panamericanos, y con esto se empieza a usar el casco en los combates, requisito solicitado por el COI para ser reconocido como deporte olímpico. En 1988 entró por primera vez en unos Juegos Olímpicos, tanto en Seúl 88 y Barcelona 92 solo como deporte de exhibición, las medallas no contaron para el medallero general, sino hasta el 2000 que se tornó deporte olímpico.[cita requerida] Más adelante, el COI también requirió que el Taekwondo WTF diera a conocer más su faceta como arte, por lo que desde 2006 comenzaron los campeonatos de formas o pumse / poomsae.
En el año 2009 vino la incursión de los petos electrónicos, para darle más certeza a las puntuaciones en la modalidad de combate a punto, aunque esto ha bajado la calidad y espectacularidad de los combates, la WT ha buscado volver a la técnica dinámica cambiando una vez más el reglamento de los combates. Ahora hay una división entre la nueva y la vieja escuela.

## Características generales
El taekwondo como arte marcial difundido por la ITF se caracteriza por su similitud con el Karate-Do japonés y el kung fu chino por el amplio uso de técnicas tanto de golpes con la mano abierta, el puño y con los pies, (incluyendo técnicas contraataques armados) y por la inclusión de algunas técnicas de defensa personal cuerpo a cuerpo como lo son: los lanzamientos, las sumisiones, los ataque a puntos vitales, las luxaciones, barridos, escapes y contras, etc. El mismo tiene, a diferencia del taekwondo competitivo, muchas técnicas de brazo y variadas técnicas de pierna.
Con una amplia distinción del resto de los artes marciales debido a que se centra exclusivamente en biomecánica del cuerpo humano y en el uso de los principios físicos modernos, el arte marcial moderno prueba la generación de poder y habilidad mediante pruebas como lo son rupturas de tablas de madera en medidas variables de pulgadas de entre 1/5 y hasta 7 o superiores. Dichas pruebas ponen a prueba la teoría de energía con rupturas categorizadas según su naturaleza como rupturas de velocidad, velocidad y masa, y habilidad física.
El taekwondo deportivo difundido por la WT se caracteriza por su amplio uso de las técnicas de pierna y patadas, que son mucho más variadas y tienen mayor protagonismo que en la mayoría de las artes marciales, y deportes de combate. La depurada técnica de las mismas las hace destacar por su gran rapidez y precisión.
La importancia dada a la práctica de las técnicas de puño y mano abierta, depende del estilo (ITF o WTF/ WT) practicado, del entrenador y de la escuela donde se practique. Muchas escuelas tienden a descuidar el entrenamiento de las técnicas de mano abierta y puño, ya que su uso está cada vez más restringido en la competición, dándole más puntaje a las patadas. No obstante, un buen entrenamiento debe incluir tanto las técnicas de puño, y mano abierta así como las técnicas de pierna del taekwondo, ya que no debe estar enfocado solo al éxito en la competición, sino al dominio y conocimiento del arte marcial.
Todo esto, hace que el taekwondo deportivo al ser practicado en su totalidad, explorando y entrenando la totalidad de sus técnicas, sea efectivo en la lucha en pie, destacando así frente a otros deportes de contacto en la distancia larga, donde se puede aprovechar mejor la fuerza explosiva, la velocidad de acción y reacción y la combinación de técnicas de piernas que desarrollan sus practicantes, sin olvidar el uso de la respiración y la conciencia física y emocional, interna y externa, adquirida por la meditación y la práctica constante y consciente.

## La filosofía del taekwondo
La filosofía del taekwondo se basa en cinco principios derivados de las filosofías chinas del confucionismo, y el taoísmo; influenciadas en gran parte por el inmenso nacionalismo coreano; estos principios son: cortesía, integridad, perseverancia, autocontrol y espíritu indomable. Además, los valores de Amor fraternal, y Ciencia son parte de en la formación infantil.
Cortesía (Ye Ui)
Es un principio fundamental dentro y fuera del taekwondo, que tiene como objetivo hacer destacar al ser humano manteniendo una sociedad armoniosa. Los practicantes de taekwondo deben construir un carácter noble, así como entrenar de una manera ordenada y disciplinada.
Integridad moral (Yom Chi)
Es muy importante saber establecer los límites entre lo bueno y lo malo así como saber reconocer cuando se ha hecho algo malo y redimirse por ello. Por ejemplo, en un estudiante que se niega a recibir consejo o aprender de otro estudiante más experto, o en un practicante que pide un grado no merecido a su maestro no hay integridad.
Perseverancia (In Nae)

La Paciencia conduce a la virtud o al mérito.

La felicidad o la prosperidad suelen ser alcanzadas por la persona que es paciente. Para poder alcanzar un objetivo, ya sea promocionar a un grado superior o perfeccionar una técnica, se ha de ser perseverante. Es fundamental el sobrepasar cada dificultad con la perseverancia.

Uno que es impaciente en cosas triviales o que no le gusta el arte marcial, puede difícilmente alcanzar el éxito en asuntos de gran importancia.
Confucio

Autocontrol (Guk Gi)
El autocontrol es de vital importancia tanto dentro como fuera del dojang, tanto en el combate como en los asuntos personales. Un buen practicante de Taekwondo no permitirá que la ira, la tristeza o el miedo dominen su accionar. En combate, la falta de autocontrol puede provocar graves consecuencias tanto para el alumno como para su oponente. Asimismo, se ha de ser capaz de vivir y trabajar dentro de las propias capacidades.
Cabe destacar que el alumno no puede ser agresivo dentro o fuera del gimnasio, ni llevar una vida descontrolada (alcohol, drogas...)

No es más fuerte aquel que es capaz de vencer a los demás, sino aquel que es capaz de vencerse a sí mismo.

Espíritu indomable (Baekjul Boolgool)
Un buen practicante de Taekwondo ha de ser siempre justo, de libre pensamiento, modesto y honrado, sin permitir que corrompan sus valores, sin permitir que sus pensamientos y pasiones sean sometidos por terceros, sin someter a otros, ni inculcarles ideas equívocas o negativas. Mantendrá la confianza en sí mismo. Ante una injusticia, actuará con espíritu combativo, sin miedo, sin dudarlo y sin evitar la confrontación por causa de quién o quienes se haya de enfrentar cuando dicha confrontación sea necesaria.

## Técnicas

### Patadas (chagui)

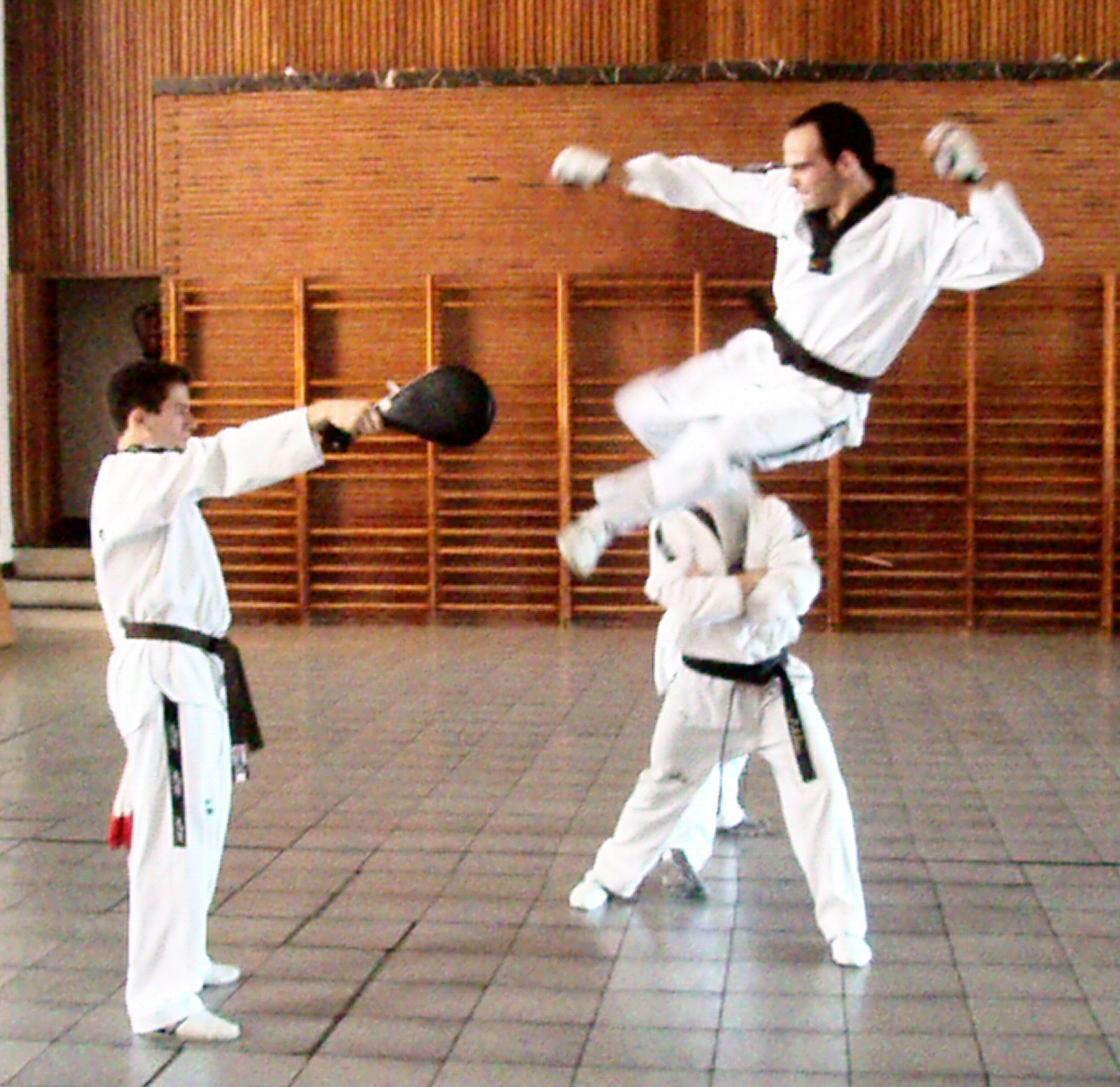
Tuio Dollyo chagui (patada circular amplia en vuelo con apoyo previo).

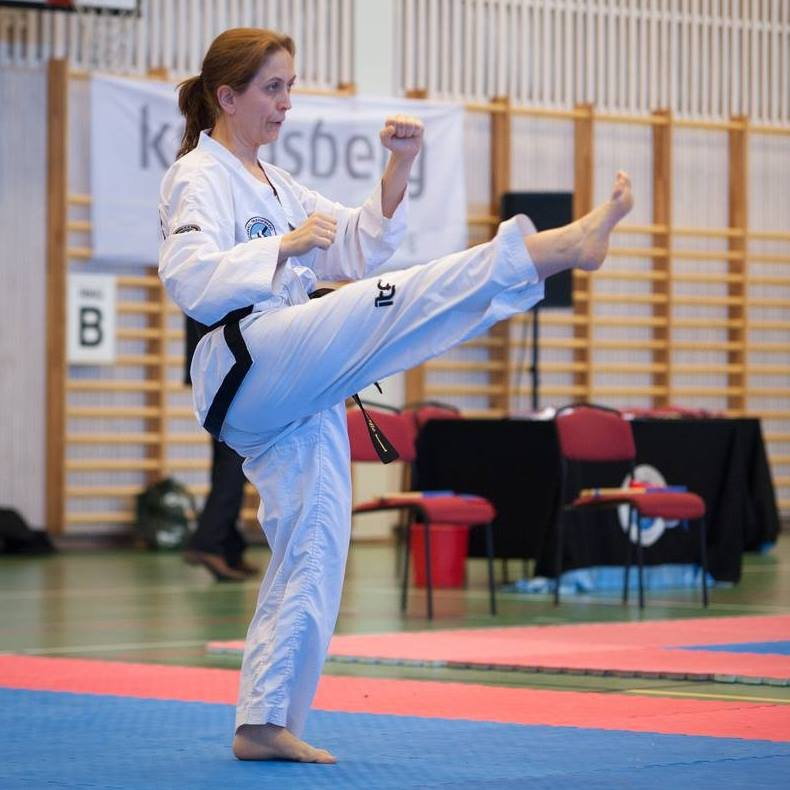
Ap chagui

El taekwondo es un arte marcial y deporte olímpico que destaca por sus técnicas de patadas, normalmente enfocadas al ataque al tronco o la cabeza. Aunque en sus inicios se potenciaban los ataques a los pies, por barrido. O incluso al cuerpo, y cuello mediante atrapes para propiciar un derribo. Cada técnica de patada, como la patada frontal de percusión (ap chagui), la patada frontal de empuje (miro chagui), patada lateral (yop chagui), patada circular a la cabeza o tronco (dollyo chagui), patada semicircular al pecho o tronco (bandal chagui), patada en arco hacia el interior (an chagui) o hacia el exterior (bakkat chagui), patada hacia atrás (tuit chagui), patada en arco con giro de 180 grados (furio chagui), patada descendente (chiko chagui) etc. tiene a su vez variaciones según la altura de ejecución, y su trayectoria, sea con giro y palanca (mondollyo), en salto (tuio), o con giro de 180 grados (furio), etc. Dentro del arte del Taekwondo se incluyen los golpes a corta distancia con las rodillas (murup) y tibias (jeong-gang).

### Golpes con el puño (jirugi) y a mano abierta (son)
Además de las dos técnicas básicas de puño rectilíneo (baro jirugi y bande jirugi). Las diversas técnicas de puño difieren según la trayectoria: directa o rectilínea (jirugi), golpes indirectos (chigui), golpes que penetran (tsirugi), y golpes de mano abierta (son). Se debe tener en cuenta la superficie del puño con la que se golpea. Algunos golpes de puño no comunes son: reverso del puño (dung chumok), y el puño martillo (me chumok); además se toma en cuenta la dirección del golpe (hacia arriba, al medio, puño frontal, puño circular, etc.). Las técnicas de mano abierta (son), se diferencian según la orientación de la misma (en un plano horizontal o vertical) y se clasifican según la parte de la mano con la que golpeamos: golpe de mano "sable" o con el borde cubital (Sonnal), golpe con el radio (hueso)|borde radial (sonnal dong), golpe de "boca de tigre" (Agwison), etc. Los golpes que penetran se llaman (tsirugi), ejemplos de estos son: golpe de "mano cuchillo" (pyonsonkkeut), o con la punta de los dedos, o el golpe con las puntas de los dedos en forma de tijera (kawisonkkeut), etc. Igualmente dentro del arte del Taekwondo también hay diferentes tipos de superficies articulares menos usadas como, los golpes con el codo (palkup), y golpes con la cabeza (jong).

### Bloqueos y defensas (maki)
En Taekwondo se manejan una gran variedad de técnicas de defensa activas, o con el uso de las extremidades superiores o (maki), ejecutadas de formas diferentes, sean bloqueos contundentes o chequeos suaves, e incluso técnicas que atrapan el brazo del oponente y le sujetan para golpearle; estas técnicas se realizan en función de la dirección (por el interior o exterior del ataque) y la altura del ataque (are - momtong - olgul) del que se quiera defender. Existen también técnicas de defensa y ataque simultáneo, así como técnicas defensivas a dos brazos hechas de forma simultánea. Estas técnicas pueden realizarse con la palma de la mano, el exterior o el interior del antebrazo, con el borde cubital o radial de la mano, con la punta de los dedos, con el hueso tibial, con la planta de los pies, los puños, etc.
Los bloqueos / chequeos, a pesar de ser un último recurso defensivo (siendo el primero la esquiva, y los desplazamientos) difieren en su ejecución no solo si se trata de bloquear de forma contundente o bien, de desviar el golpe; sino según la naturaleza de la práctica, siendo efectuados de forma larga y hacia adelante en el combate deportivo para evitar choques y lesiones innecesarias.
Los bloqueos y chequeos fundamentales son realizados con los antebrazos, siendo estos: (are maki) bloqueo de protección de la zona baja, (momtong bakat maki) bloqueo de protección del tronco desde el exterior al interior, (yeop bakat maki) bloqueo de protección del tronco desde el interior al exterior, y (olgul maki) bloqueo de protección de la zona alta.

### Pasos (sogui)
Al ejecutar las diversas técnicas, es importante la alineación correcta del cuerpo, el posicionamiento del centro de gravedad y la estabilidad (pies-rodillas-muslos-caderas-torso-hombros-cabeza), ya que permite una transmisión óptima de la potencia y fluidez en las combinaciones, y la transición de la defensa al contraataque. Esto se logra por medio del entrenamiento, perfeccionamiento y conciencia de las posiciones (sogui), las cuales tienen una especial importancia en la ejecución de las formas, sean pumsae o tul, y en la defensa personal como parte de las técnicas, inclusive en la competición moderna, ya que en la modalidad de combate es importante mantener el cuerpo en una postura y guardia correcta para que nuestras técnicas y tácticas sean lo más efectivas posible, evitando un contraataque.
Las posiciones más usadas dentro del arte marcial del Taekwondo son: posición de pies juntos o saludo/inicio (charyot sogui), posición de atención (moa sogui), posición de vigilancia (naranji sogui), posición normal o de espera (pyeonji sogui), posición del caminante o corta hacia delante (ap sogui), posición hacia adelante larga o de ataque (ap kubi sogui), posición cruzada (tuit koa sogui), posición del jinete (chu chum sogui), posición de la grulla (akdari sogui), posición del gato (bom sogui), y posición hacia atrás o defensiva (tuit kubi sogui).

### Defensa personal (ho sin sool)
Al igual que en otras artes marciales clásicas y tradicionales provenientes de oriente, el Taekwondo como arte marcial posee una amplia variedad de técnicas de defensa personal como: barridos circulares a los pies, y golpes a puntos vulnerables y/o a puntos de presión derivados del Kung-fu chino; varios escapes de varios agarres y sujeciones a las muñecas, pecho, tronco, hombro, y cuello, algunas luxaciones articulares (en especial dirigidas a la muñeca, codo y hombro, en pie), y proyecciones de cadera, hombro y mano similares a las del Judo, y varios golpes a mano abierta y de puño también derivados del karate-do. Además de técnicas influenciadas por el arte coreano nativo del Taekkyon como: atrapes con los pies al cuerpo, cuello, o extremidades del adversario, patadas aéreas simultáneas a dos o más oponentes, y patadas con apoyo sobre el contrario. Se cree que estas acciones están codificadas en las diferentes formas (pumsae y Tul). Estas técnicas a menudo se combinan con otras, y se trabajan, corrigen y perfeccionan por medio de actividades por parejas. Sin embargo, en el Taekwondo, tanto como arte marcial y como deporte, y a diferencia de otras artes marciales, no se instruye en el uso de armas tradicionales (Bō, Nunchaku, Tonfa, Sai (arma), Tambō, Bokken, Jō, Tantō, etc.), o en el arte de las armas ancestrales Kobudo; como sí ocurre en la mayoría de estilos de kung fu / Wu-shu chino, en varios de los estilos de karate provenientes de Okinawa o de Japón, y en otras disciplinas marciales más tradicionales, provenientes de otros países del sudeste asiático, como el Silat (arte marcial) de Indonesia, o el Eskrima / kali filipino. Esto se debe a que la creación y desarrollo del Taekwondo ocurrió durante conflictos bélicos modernos (como la guerra de corea 1950 - 1953, y más adelante con la participación de Corea del Sur en la guerra de Vietnam desde el año 1964 hasta 1973, como aliada de los EE. UU.) donde comenzaba a hacerse un gran uso de armas de fuego, encontrándose poco práctica la utilización de armas tradicionales.

### Nomenclatura moderna de las técnicas y rangos
Aunque los nombres de las técnicas y títulos de los diferentes grados no buscan estar estandarizados debido a la promoción del Taekwondo como deporte olímpico fuera de Corea. Se busca que en cada país, las escuelas locales opten por nombres significativos en su propio idioma, algunas (en especial las escuelas en los EE. UU.) quienes incluso optan por traducir los nombres de las técnicas y de los grados al idioma inglés, dando origen a términos como: Axe Kick, Roundhouse Kick, Side Kick, o "instructor", "master", "grand master", etc. Sin embargo, las federaciones WT o ITF optan por mantener los nombres de las diferentes técnicas en coreano. No obstante, incluso en coreano se pueden encontrar diferentes nombres para la misma técnica según el estilo de taekwondo, sea ITF, o WTF. (por ejemplo: los términos dollyo chagui y tidola bandal chagui hacen referencia al mismo tipo de patada circular).

## Equipo necesario
Como en el caso de la gran mayoría de las artes marciales modernas, el Taekwondo tomó su uniforme inicial y sistema de grados por cinturones (kyu/gup - Dan), del Karate, quien a su vez lo había adoptado del arte también japonés del Judo en 1930, debido a la amistad entre los maestros Jigoro Kano (el fundador del Judo) y Gichin Funakoshi (el maestro fundador del estilo Shotokan y padre del karate moderno).

### Dobok WT
Para la práctica del Taekwondo, es necesario un Dobok (traje de práctica) y un Ti (cinturón que indica el grado del practicante). El Dobok es apenas diferente si se practica en Taekwon-Do ITF o Taekwondo WT, pero en todos los casos está compuesto por un pantalón y una chaqueta que puede ser abierta (ITF), o cerrada con el cuello en forma de V (WT). Cada uno de ellos lleva escudos o logos, según las normas de vestimenta en cada federación.

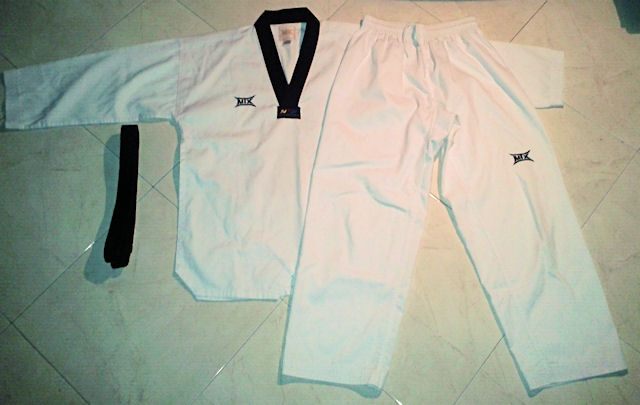
Dobok WT

En WT, dependiendo de la federación, se puede dar uno de los siguientes casos respecto a los Dobok para los grados inferiores o GUP:
1. Blancos hasta llegar al grado de cinta verde, donde se te coloca el color de tu grado en el cuello, más en el cinturón.
2. Blancos hasta llegar al grado de cinta verde, donde se comienza a utilizar el cuello de color negro.
3. Blancos hasta llegar a grado de DAN (o PUM), donde se comienza a utilizar el cuello de color negro o rojo-negro.
4. Con el cuello de color negro para todas las graduaciones, excepto para menores de 15 años, en cuyo caso el cuello sería de color rojo-negro.
5. Con el cuello de color negro para todas las graduaciones.

Los uniformes o Dobok para grados DAN (cinturones negros) tienen zonas negras, que pueden ser el cuello, los bordes de la chaqueta, bandas en el pantalón, etc. Esto depende de la federación, la escuela y el practicante. Además, a veces cuenta con uno o varios bordados en la espalda y algún logotipo en el pecho, brazo o piernas. Es común que los cinturones negros se borden en dorado, con los caracteres en "hanja" de Taekwondo, el nombre de la escuela, el del practicante o similares.

### Dobok ITF
Los Dobok en ITF son un tanto diferentes, la chaqueta es abierta lleva del lado izquierdo el logo de la Federación Internacional de Taekwon-do Tradicional, en la espalda se lleva el logo vertical, que son las palabras Taekwon-do tradicional, y las siglas ITF en el pantalón.

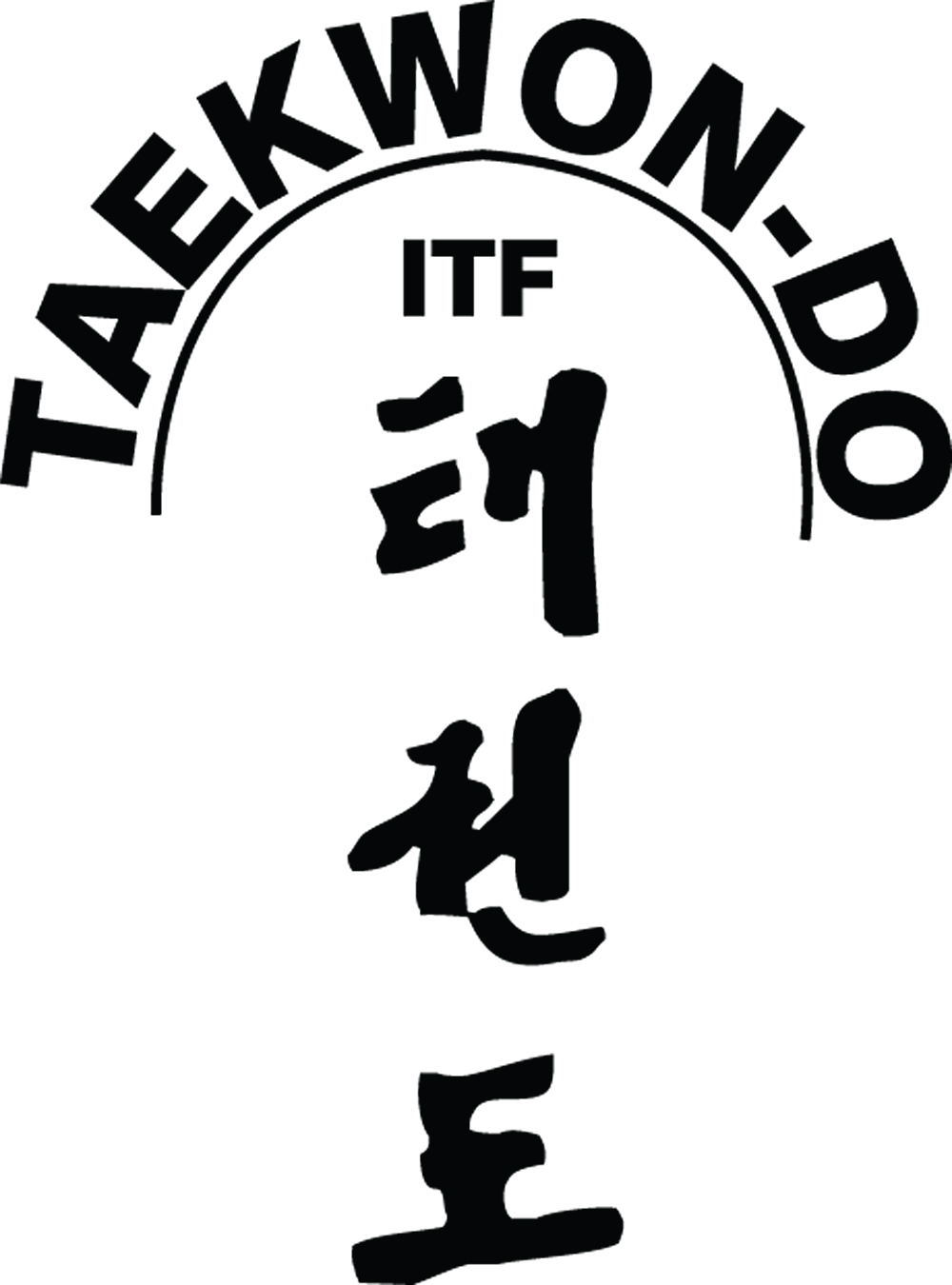
Árbol de Taekwondo ITF. Imagen incorporada en el reverso del dobok

 Además se incorpora detalles en el dobok para los practicantes de grado DAN. Se agrega tiras color negro en la solapa baja de la chaqueta a partir de 1.er DAN, y tiras negras tanto en brazos como en piernas del pantalón a partir de 4.º DAN.
Por otro lado, según la organización ITF varía ciertas distinciones que se le agregan a los rangos superiores. Algunas organizaciones utilizan dos tiras en vez de una, en los brazos y piernas para los 8.º y 9.º DAN. Mientras que otras organizaciones optan por el sistema de charreteras, que son insignias que van en los hombros. Este sistema de charreteras, diseñado por el general Choi, permite separar a los danes en cuatro grupos distintos a partir de listones en forma de rombo con bordes color amarillo oro, los cuales a su vez contienen distintas tiras de colores para los distintos grupos de danes.
| Color de la charretera         | Significado                           | Rango            |
| ------------------------------ | ------------------------------------- | ---------------- |
| Blanco                         | Charretera de Asistente de Instructor | De 1.º a 3.º DAN |
| Blanco y negro                 | Charretera de Instructor              | De 4.º a 6.º DAN |
| Blanco, negro y rojo           | Charretera de Maestro                 | 7.º y 8.º DAN    |
| Blanco, negro, rojo y turquesa | Charretera de Gran Maestro            | 9.º DAN          |

### Dojang

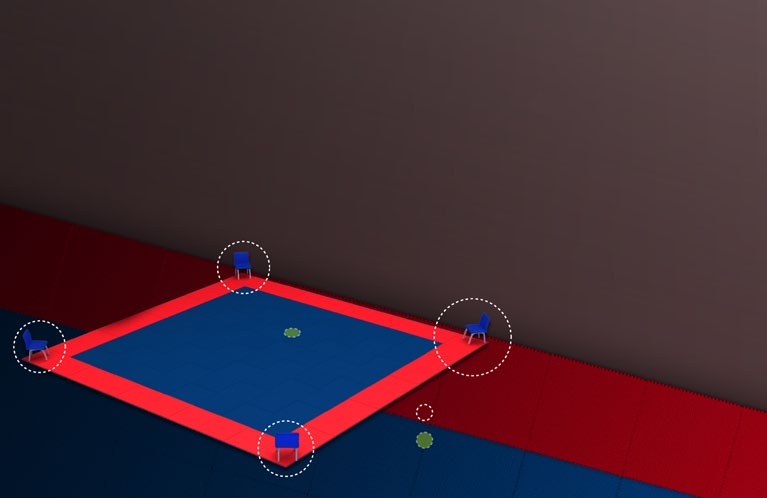
Área de combate

Es muy recomendable que el Dojang, lugar donde se practica el taekwondo tenga una superficie/ suelo apenas acolchado (estera, tatami o piso de goma EVA) ya que en la práctica se ejecuta una gran variedad de saltos, y es muy frecuente que al realizar algunas técnicas de patadas se pierda el equilibrio y se den caídas, o resbalones (razón por la cual se está entrenando cada vez más desde el inicio de la práctica deportiva, los diferentes rodamientos y/o caídas estáticas, para caer bien, y evitar lesiones). Sin embargo, el excesivo grosor de esta superficie no es necesario como ocurre en otros deportes de combate y/o artes marciales tradicionales, las cuales hacen mucho más énfasis en técnicas de lanzamiento, derribo y/o lucha en el suelo como: la Lucha libre olímpica, el Judo, el jiu-jitsu (japonés tradicional o brasileño), el Aikido, el sambo o en artes marciales híbridas modernas (o que contienen elementos de varias artes tradicionales) como el Hapkido, o el kajukenbo, o en modalidades deportivas como las artes marciales mixtas.
Es importante mencionar los equipos auxiliares para el entrenamiento y práctica del taekwondo, estos son los "foot mitts" o paletas/ focos para pies, hechos de cuero o material sintético que pueden ser sencillos o dobles, los escudos o "paos" que también son hechos de cuero o material sintético con agarraderas para sujetarlos a una o dos manos, el saco de golpear, los guantines para las manos o "hand pads"; y los protectores de antebrazos, protector inguinal, protectores de tibias y empeineras, además del casco, y del chaleco o "peto", del cual hay dos colores azul o rojo, sea tradicional hecho en cuero o lona, y/o electrónico, que registra los impactos. El taekwondo puede practicarse descalzo o con calzado especial, hecho de materiales suaves y cómodos, dependiendo de la escuela, aunque lo recomendable es descalzo, para acostumbrar los pies a los impactos, y evitar lesiones, de tobillo sobre todo, al no realizar bien alguna patada al usar tenis especiales.

### Protectores de combate
En competiciones, es necesario contar con las protecciones reglamentarias (establecidas por la federación que organiza la competición), para minimizar los riesgos de lesión. Sin embargo, a la hora de practicar en el Dojang, no suele ser necesario, a menos que se haga un entrenamiento específico de combate de contacto.
Dichas protecciones varían en función del estilo del taekwondo. En el caso del WT se usa una pechera o peto diseñado para recibir impactos de patadas, también protectores de pies para amortiguarle el impacto al oponente, y además canilleras, ya que la parte de la tibia que corresponde al extremo que va de los tobillos a las rodillas suele ser foco de impacto no intencional.

Por otro lado en el Taekwon-Do ITF se suele usar principalmente protectores de pies y de manos, ya que además de patadas, también se emplean ataques de puño. De manera secundaria el cabezal y la tobillera varía en función de la federación ITF, en algunos casos se exige y en otros no.

Protectores por estilo
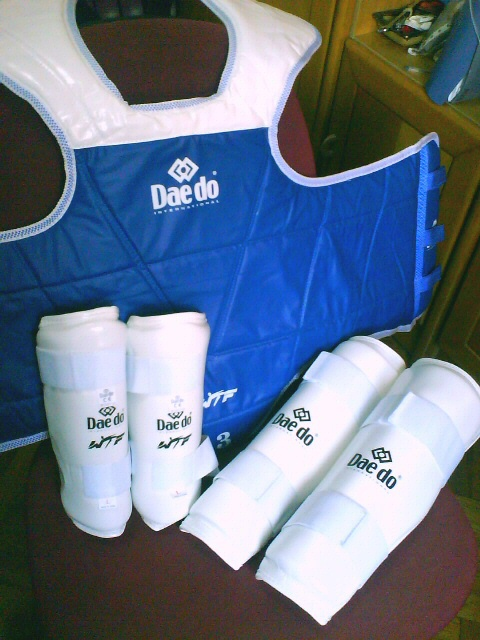
Peto, espinilleras y protectores de antebrazos (combate estilo WT)
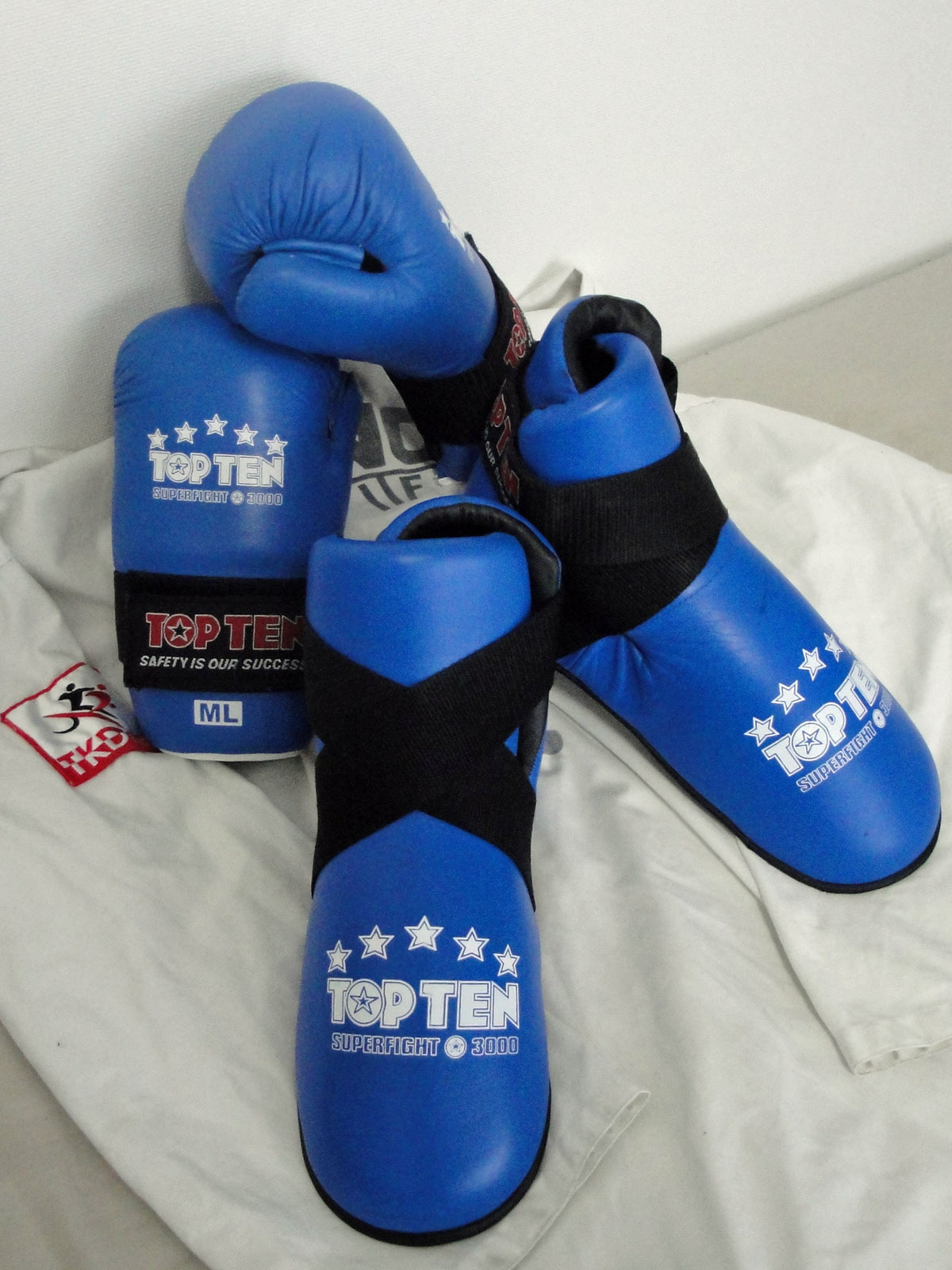
Protectores de pies y manos (combate estilo ITF)

## Graduaciones en el Taekwondo

### Grados y cinturones en la Federación Internacional de Taekwondo (I.T.F.)
Los niveles o grados de instrucción en el Taekwondo están dados por el color de los cinturones de cada practicante, variando estos desde el color blanco hasta los distintos niveles de negro. Estos niveles se dividen en grados KUP (o GUP, según el país en el que se lo trata) y grados DAN. Los grados KUP son los denominados cinturones de colores, los cuales varían desde el blanco hasta el rojo de punta negra, mientras que en los grados DAN se encuentran encasillados todos los niveles de cinturón negro. Por cada grado KUP corresponde una sola rutina de movimientos denominada tul, mientras que por cada grado DAN se corresponden 3 tules, hasta el grado de 6.º DAN. La lista de graduaciones establecida por la Federación Internacional de Taekwondo es la siguiente:
| Color | Graduación | Descripción | Portación |
| ----- | ---------- | --- | --------- |
|       | 10.º kup   | Blanco: Este color simboliza la inocencia, el inicio del practicante en el camino del Taekwondo. | 3 meses   |
|       | 9.º kup    | Blanco c/ Punta Amarilla: Esta combinación simboliza la semilla del taekwondo, sembrada en el practicante. | 3 meses   |
|       | 8.º kup    | Amarillo: Este color simboliza la tierra fértil, donde se plantará una nueva semilla que brotará como una futura planta. | 4 meses   |
|       | 7.º kup    | Amarillo c/ Punta Verde: Esta combinación simboliza la germinación de la semilla, como una nueva planta. | 4 meses   |
|       | 6.º kup    | Verde: Este color simboliza el crecimiento de la planta, a medida que las habilidades en el Taekwondo comienzan a desarrollarse. | 4 meses   |
|       | 5.º kup    | Verde c/ Punta Azul: Esta combinación representa a la planta buscando su punto de maduración en su crecimiento. | 4 meses   |
|       | 4.º kup    | Azul. Simboliza el Cielo, hacia el cual va creciendo la planta hasta convertirse en un árbol maduro, a medida que los conocimientos en Taekwondo avanzan. | 4 meses   |
|       | 3.º kup    | Azul c/ Punta Roja: Esta combinación simboliza a los primeros frutos que el árbol comienza a dar, los cuales son los frutos logrados en el aprendizaje del Taekwondo. | 5 meses   |
|       | 2.º kup    | Rojo: Este color simboliza el peligro. Es la etapa en la cual el estudiante debe aprender a manejar la cautela para medir su fuerza ante sus oponentes. Al mismo tiempo, indica a sus oponentes que deben mantenerse alejados, debido a la madurez de sus conocimientos. Otro significado, es el fruto cosechado del árbol del Taekwondo. | 6 meses   |
|       | 1.º kup    | Rojo c/ Punta Negra: Esta combinación simboliza la transición del estudiante en su paso de alumno a instructor. En este grado, el alumno comienza a preparar su graduación como instructor. | 6 meses   |
|       | 1.º dan    | Negro: Este color simboliza la madurez del practicante en cuanto a su competencia para impartir enseñanza en el Taekwon-do. Es completamente lo opuesto al color blanco. Una representación que tiene el negro, es en el carbón, por su dureza y sencillez, el cual puede arder para generar energía o desintegrarse para escribir su historia. Representa también la impermeabilidad de su portador, al miedo y la oscuridad. Título: Instructor Asistente (Boo Sabom Nim). | 2 años    |
|       | 2.º dan    | Título: Instructor Asistente (Boo Sabom Nim). | 3 años    |
|       | 3.º dan    | Título: Instructor Asistente (Boo Sabom Nim). | 4 años    |
|       | 4.º dan    | Título: Instructor Internacional (Sabom Nim). | 5 años    |
|       | 5.º dan    | Título: Instructor Mayor (Sabom Nim). | 6 años    |
|       | 6.º dan    | Título: Instructor Mayor (Sabom Nim). | 7 años    |
|       | 7.º dan    | Título: Master o Maestro (Sajiong Nim). Es el último título entregado a través de examen de graduación. | 8 años    |
|       | 8.º dan    | Título: Master Senior (Sajiong Nim). Es el primero de dos títulos que se entregan de forma honorífica. | 9 años    |
|       | 9.º dan    | Título: Gran Maestro (Sasong Nim). Es el segundo y último título que se entrega en forma honorífica, por lo tanto, es la máxima graduación a la que un practicante de Taekwon-do puede aspirar. |           |

En Taekwondo ITF, como condición de graduación para los grados DAN es necesario llevar cada graduación, en un período equivalente al número de dicha graduación, es decir 1 año como 1.º DAN, 2 años como 2.º DAN, 3 años como 3.º DAN y así.
Para el caso de obtener 4.º DAN, además del período de portación del título, es necesario que el practicante esté al frente de una clase, ya que a partir de esta graduación comienza a formarse como instructor titular, al mismo tiempo, debe homologar exámenes de graduación de grados KUP.
El 7.º DAN es la última graduación de cinturones negros que se otorga a través de examen evaluatorio. A partir de allí, los grados 8.º y 9.º son títulos entregados de forma honorífica, para cuya entrega es necesaria la evaluación de un tribunal especial, quienes evalúan la trayectoria del aspirante y su trabajo en favor de la difusión de la disciplina. El hecho de que el 9.º DAN sea el máximo título al que un practicante puede aspirar, se debe a la consideración por parte de la cultura coreana al número 9, como el máximo valor en los números de un solo dígito. El número 9 es múltiplo directo del número 3, considerado en la cultura coreana como el número que representa los tres niveles de existencia: El Cielo, la Tierra y el Hombre entre medio de ellas. Por otra parte, el número 10 es utilizado en la graduación del cinturón blanco (10.º KUP), por ser considerado como el menor número de dos y más de una cifra.

### Grados y cinturones en la Federación Mundial de Taekwondo (WT)
En la WT los colores de los cinturones son los siguientes:
| Cinturón                                       | Graduación            | Color                              |
| ---------------------------------------------- | --------------------- | ---------------------------------- |
|                                                | 10.º Gup              | Cinturón Blanco                    |
|                                                | 9.º Gup               | Cinturón Blanco/Amarillo           |
|                                                | 8.º Gup               | Cinturón Amarillo                  |
|                                                | 7.º Gup               | Cinturón Amarillo/Verde            |
|                                                | 6.º Gup               | Cinturón Verde                     |
| Cinturón verde azul de Universal Taekwondo UTD | 5.º Gup               | Cinturón Verde/Azul                |
|                                                | 4.º Gup               | Cinturón Azul                      |
|                                                | 3.º Gup               | Cinturón Azul/Rojo                 |
|                                                | 2.º Gup               | Cinturón Rojo                      |
|                                                | 1.º Gup               | Cinturón Rojo/Negro                |
|                                                | 1.º dan               | Jo-Kyo-Nim (Instructor)            |
|                                                | 2.º dan               | Kyo-Sa-Nim (Instructor)            |
|                                                | 3.º dan               | Boo-Sa-Bum-Nim (Instructor)        |
|                                                | 4.º dan               | Sa-Bum-Nim (Maestro)               |
|                                                | 5.º dan               | Soo-Suk-Sa-Bum-Nim (Maestro)       |
|                                                | 6.º dan               | Kwan-Jang-Nim (Gran Maestro)       |
|                                                | 7.º dan               | Kwan-Jang-Nim (Gran Maestro)       |
|                                                | 8.º dan               | Chong-Kwan-Jang-Nim (Gran Maestro) |
|                                                | 9.º dan               | Chong-Kwan-Jang-Nim (Gran Maestro) |
|                                                | 10.º dan (honorífico) | Tae-Sa-Nim (Gran Maestro Supremo)  |

En el WT, el sistema de graduaciones de los Grados DAN, es similar al impuesto por ITF, debiendo ejercerse cada graduación por un período equivalente al número de rango en el que el practicante se encuentre. Asimismo, a partir del 5.º DAN, los títulos de 6.º, 7.º, 8.º y 9.º DAN son entregados de forma honorífica, para lo cual se requiere la evaluación de la trayectoria del practicante, por parte de un tribunal. Por otra parte, a diferencia de las graduaciones ITF, WT reserva el título de 10.º DAN como una distinción honorífica entregada a título póstumo, o bien cumpliendo una serie de exigencias impuestas por Kukkiwon.

### Significado del color de los cinturones

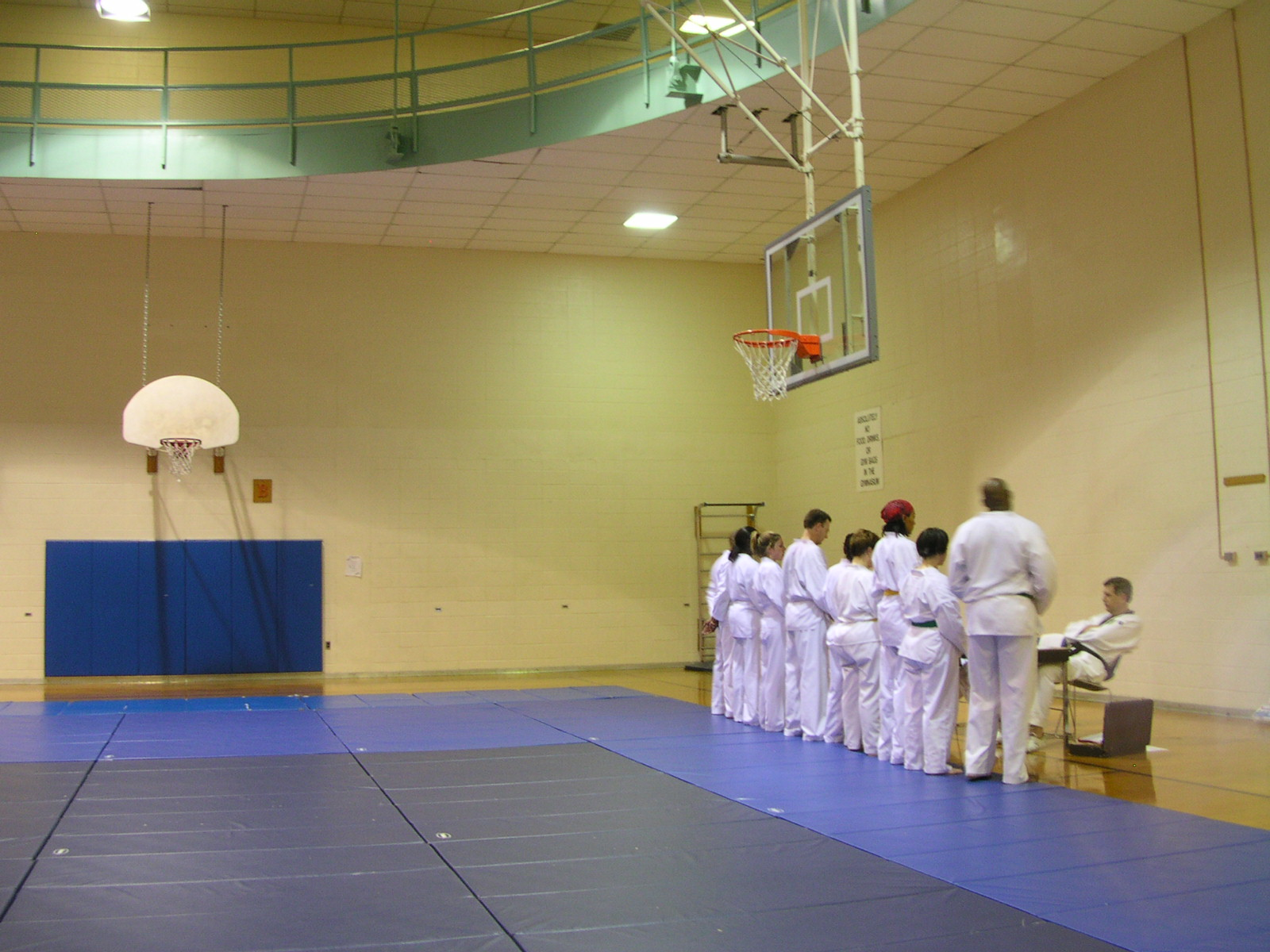
Practicantes de taekwondo frente a un examinador antes de su examen de grado.

Estos siete colores originales no fueron elegidos arbitrariamente, sino que cada uno tiene un significado simbólico y tradicional.
- Blanco: "Simboliza la inocencia", es decir, la falta de conocimientos y habilidades del practicante que acaba de iniciarse en la disciplina. La constancia y la perseverancia harán que la inocencia dé lugar, con el paso del tiempo, a la experiencia y a la maestría.
- Amarillo: "Simboliza la tierra", donde se siembra la semilla en espera de la planta que crecerá. De la misma manera, los fundamentos del TKD, son la semilla que comienza a germinar al estudiante.
- naranja: Simboliza los primeros rayos de sol que ve la planta.
- Verde: "Simboliza la planta renacida", que crece y se arraiga firmemente. De la misma manera, del TAEKWONDO prende en la conciencia del estudiante, echando en su interior las verdaderas raíces que lo fortalecen.
- Azul: "Simboliza al cielo", hacia el cual la planta a medida que crece y madura, se dirige. De la misma manera, el estudiante comienza a madurar. Por lo tanto, sabe que su meta es el conocimiento, y se dirige hacia allí.
- Rojo: "Simboliza el peligro". Las habilidades se desarrollan cada vez más, pero aún debes aprender mucho acerca del dominio de sí mismo, de las propias emociones. Es el color del fruto maduro, del cielo en el atardecer, del deseo de quien se prepara para la perfección de su arte.
- Negro: "Simboliza lo opuesto al blanco", es decir, representa la madurez, la reflexión y el conocimiento. Indica también lo imprevisible de la oscuridad que se le presenta al practicante, al darse cuenta de que no ha culminado su aprendizaje, sino por el contrario, que este acaba de comenzar, mediante los grados Dan, intentará acercarse a la perfección, a mejorar de su carácter.

Actualmente, la mayoría de las federaciones han variado estos colores, añadiendo algunos intermedios o sustituyendo alguno de los existentes. En algunas federaciones americanas, existen dos colores más de cinturón (morado y marrón). En algunas federaciones de España (por ejemplo, la madrileña) se ha añadido el cinturón marrón por el rojo. Sin embargo, el cinturón de 1.º GUP, así como los cinturones de grados PUM mantienen el color rojo-negro.
En el caso de la WTF, por lo general, los grados KUP intermedios solo se otorgan a practicantes de menos de 15 años. Los practicantes de más de 15 años, normalmente, obtienen directamente el grado superior sin pasar por el cinturón intermedio. No obstante, esto puede depender del dojang donde se practique. En el caso de la ITF, el paso por los cinturones intermedios es obligatorio, aunque en caso de alumnos muy destacados, tienen la posibilidad de presentarse a dos cinturones en un mismo examen, siempre con autorización del instructor. En la WTF también se utiliza este método, pero eso depende del instructor.
En niños, después de superar el grado de cinta amarilla avanzada, se le otorga en el cuello el color de su grado más su cinta al practicante.

### Grados DAN, cinturón negro
Los grados DAN están asociados al cinturón negro. El orden de numeración de los DAN sigue un orden inverso al de los GUP. Así, un practicante que acabe de avanzar a cinturón negro será 1.º DAN, e irá avanzando a 2.º DAN, 3.º DAN y así consecutivamente hasta 9.º DAN. En la WTF, existe además el 10.º DAN como un grado honorífico que han recibido muy pocas personas, y lo han hecho de forma póstuma en reconocimiento a su labor a favor de la masificación del Taekwondo. Se otorga únicamente a personas cuya labor en el taekwondo ha sido de vital importancia para el desarrollo del mismo.
Los requisitos para la obtención de grados DAN están mucho más estandarizados que los de los grados GUP. El cinturón de los grados DAN puede ser completamente negro, tener una banda (generalmente dorada, roja, blanca o plateada) en el extremo por cada nivel DAN que el practicante haya adquirido, o llevar bordado el grado de DAN en números romanos. Por ejemplo, un cinturón de 5.º DAN puede tener 5 bandas en el extremo o la inscripción V DAN.

#### Grados PUM
Tanto en Taekwondo ITF como en WTF, la edad mínima para ostentar un grado DAN (cinturón negro) es de 18 años. Los practicantes con menos de 18 años en su lugar pueden aspirar a los grados PUM que son el equivalente a los grados DAN para los practicantes más jóvenes.
En el caso del Taekwondo ITF, aquel practicante que alcance un título en grado PUM, se distingue de los grados DAN por llevar un cinturón negro con una línea intermedia de color blanco. Esa línea representa la falta de madurez del practicante como ser humano, más allá de sus conocimientos adquiridos en la materia. Asimismo, su grado de autoridad se encuentra por encima de los grados KUP, y por debajo de los grados DAN, a pesar de su equivalencia con este rango. Para el caso del Taekwondo WTF, es empleado un cinturón bicolor del cual una mitad es negra y la otra roja. Asimismo, existen dobok con detalles en rojo y negro, que son el equivalente a los dobok con detalles negros de los grados Dan.

### Promoción de grados

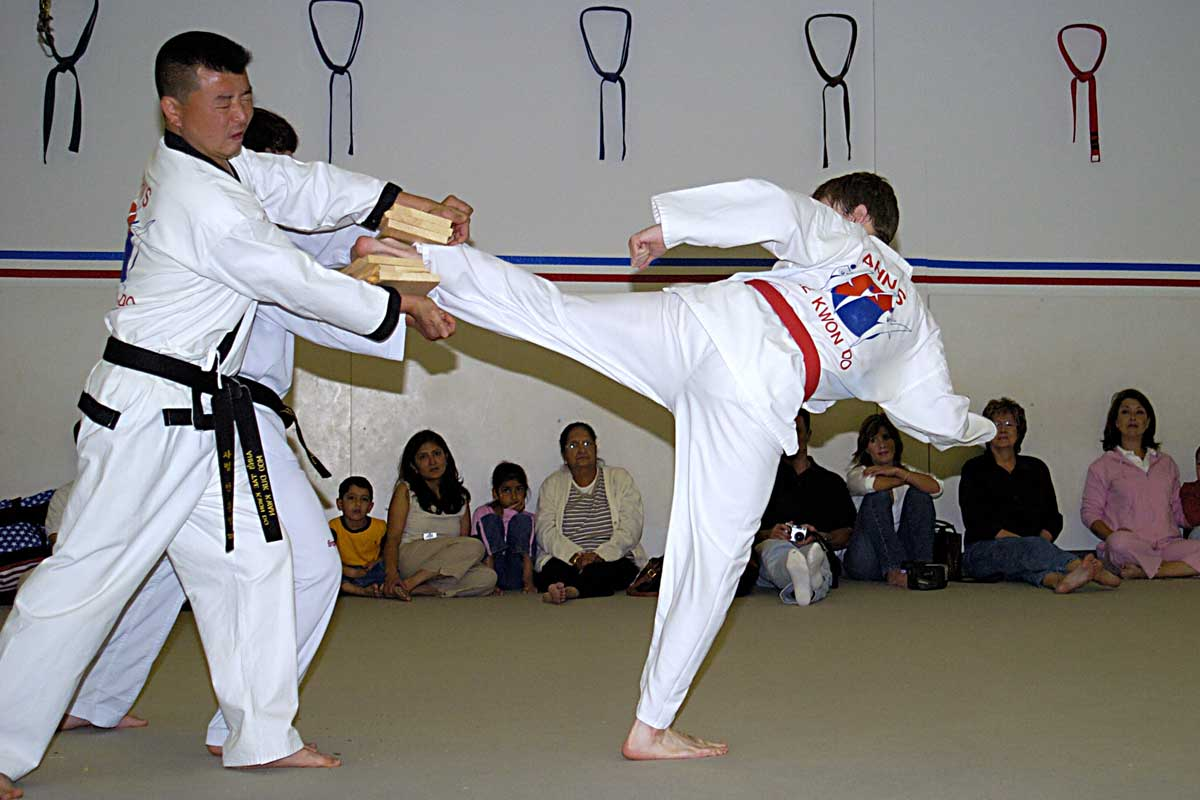
Practicante ejecutando un Yop Chagui o patada lateral para romper tres tablones de madera en un examen de promoción de grado de la WT.

Para que un alumno pueda ascender a un grado superior, ha de realizar un examen en el que se evalúan sus habilidades técnicas, tácticas, condición física, de combate, además de su potencia y control (por medio de las técnicas de rompimiento). En las federaciones asociadas a la WT los exámenes de grados KUP se realizan en el propio Dojang donde el alumno entrena, y el examinador debe ser un maestro 4.º Dan o superior.
Los exámenes de grados GUP de la ITF no siempre se realizan en el dojang donde entrena el alumno. Es obligatoria la presencia de al menos un instructor con grado 4.º DAN o superior que debe ser 6.º DAN, que suele estar asistido por otros de graduaciones menores (normalmente por los instructores de los alumnos a rendir). Estos evalúan a los alumnos, decidiendo si tienen o no las cualidades necesarias para la nueva graduación.
El tiempo necesario para poder examinarse de un grado GUP superior no está regulado como en el caso de los grados DAN. En algunos lugares el maestro puede proponer un alumno para examen en cualquier momento en función de sus habilidades. En otros lugares, los exámenes se hacen en fechas fijas cada varios meses para todos los alumnos.
Los exámenes de grados DAN están más regulados, ya que en ellos no solo se examinan habilidades mucho más exigentes y precisas (posiciones, formas, técnicas de mano y pierna, movimientos ondulantes, cruces de muñeca, etc.) que en los exámenes de grados GUP; también se exige un mayor grado de conocimiento teórico sobre historia, biomecánica y filosofía del Taekwon-do. Las tasas, o tarifas de examen son asimismo más caras que para los grados GUP, y el tiempo necesario para poder examinarse de un grado DAN superior está establecido, y va aumentando según aumenta el grado al que se pueda presentar.
Los requisitos para poder acceder a los grados DAN varían en función de la federación a la que estemos asociados. Generalmente se requiere haber practicado taekwondo (estando federado) durante un tiempo mínimo (3 o 5 años), práctica constante, y haber ostentado el grado GUP más alto (cinturón rojo o marrón según la federación) durante un año como mínimo. Otro posible requisito es haber participado en un número mínimo de competiciones o estar en posesión de algún título relacionado con la práctica deportiva, como el de juez cronometrador o árbitro.
Estos exámenes deben ser fiscalizados por al menos un maestro (7.º u 8.º Dan) o gran maestro (9.º Dan).
Para la promoción de grados DAN más avanzados, es necesario presentar una tesis teórica relacionada con el Taekwondo.

## Competición: Modalidades de formas (Tul o Pumsae) y de combate (Kyorugi)
En el Taekwondo existen dos modalidades de competencia tanto de combate deportivo, y de exhibición técnica o formas, al ser considerado un deporte de arte y combate, y no solo una disciplina de semi-contacto.
En las competiciones de técnica, el objetivo es demostrar la correcta ejecución de las diversas técnicas del Taekwondo, incluidas dentro de las formas (pumsae o tules). Los participantes deberán ejecutar las técnicas o las formas requeridas ante un jurado que puntuará su actuación teniendo en cuenta diversos aspectos como el ajuste, el foco, las posiciones, la respiración, los desplazamientos y las diferentes técnicas incluidas en las formas. En ocasiones también se incluye en las competiciones demostraciones de rompimiento de tablones de madera u otros materiales con distintas técnicas de patada, puño o técnicas especiales (que normalmente consisten en patadas con salto en altura).
En la modalidad de combate o Kyorugi, los participantes deben enfrentarse en un combate libre reglado en el que deben vencer al oponente consiguiendo más puntos que él, o en algunas ocasiones la pérdida de conciencia o nocaut. El combate es diferente en los dos estilos de Taekwondo (ITF y WT), siendo las principales diferencias: el grado de contacto, las áreas donde se puede golpear, los puntos a obtener, las superficies de contacto a empleadas al golpear al oponente, y el sistema de puntuación.

### Combate modalidad ITF

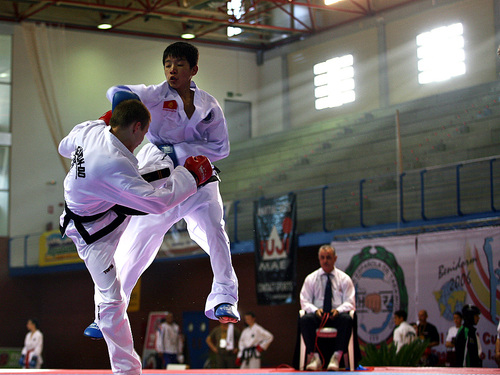
Combate estilo ITF

Para las competiciones de combate, existen diferentes categorías según el grado, peso y la edad de los competidores. El reglamento de lucha, es similar al full contact, aunque el Taekwondo ITF es eminentemente light contact
El combate se lleva a cabo en un cuadrilátero de 8 X 8 m sin cuerdas ni delimitación física (al contrario que los rings de boxeo) Dependiendo de la categoría y el nivel de la competición, se pueden realizar de 1 a 3 rondas de entre 1 y 3 min, resultando ganador el competidor que al final de las tres rondas sume más puntos.
Los puntos son contados por cuatro jueces que se ubican en una esquina del cuadrilátero cada uno. El sistema de puntuación es el siguiente:
- Técnica de un (1) punto: golpe de puño a cualquier zona permitida
- Técnica de dos(2) puntos: golpe con el pie a la zona del torso
- Técnica de tres (3) puntos: golpe con el pie a la zona de la cabeza
- Técnica de cinco (5) puntos: golpe con el pie a la zona de la cabeza haciendo un giro (No en todas las líneas ITF)

Solo se permite golpear la parte frontal del cuerpo (desde la cintura a la parte inferior del cuello) y de la cabeza. Se penaliza el acto de golpear intencionadamente al oponente en la espalda o la parte trasera de la cabeza. No se permite golpear con la rodilla, la tibia o el codo (solo si es con la parte inferior).
Los golpes pueden ser ejecutados con la máxima potencia, no deben tener intención de nocaut. En caso de que este hecho se produjese fortuitamente durante el combate, el presidente de mesa debe decidir si el competidor que lo llevó a cabo debe ser descalificado o no.
No se permiten agarres, barridos, luxaciones ni proyecciones. No se toleran actitudes o gestos irrespetuosos, provocativos, ofensivos o agresivos hacia otros competidores, golpes fuera de tiempo (cuando el árbitro dice que se detenga la pelea).
En el caso de que un competidor cometa una infracción, el árbitro central detiene el combate y el infractor recibe un aviso. Tres avisos suponen la deducción de un punto al finalizar el combate. Ante una infracción de mayor gravedad, el árbitro puede descontar puntos directamente o incluso descalificar a un competidor.
Es obligatorio utilizar algunas protecciones establecidas por la federación o asociación que organice el combate. Normalmente se requiere el uso de guantes de polipropileno para los puños (llamados pads), así como botas protectoras con taloneras del mismo material para los pies. También suele ser obligatorio el uso de protector bucal y protector inguinal. El uso de rodilleras es opcional. En función del nivel de los participantes, se puede utilizar (aunque no es lo habitual) casco y peto protector, tibiales y protectores de antebrazos.

### Tul (formas ITF)
Esta es la denominación que se le da a las formas según la ITF. Por cada categoría, empezando desde blanco punta amarilla, existe un tul característico, y por cada cinturón negro o grado DAN hay tres, hasta el 6.º DAN.
| Categoría | Categoría | Tul          | Movimientos |
| --------- | --------- | ------------ | ----------- |
| 10° Gup   | 10° Gup   | Saju Jirugui | 7           |
| 10° Gup   | 10° Gup   | Saju Makgi   | 8           |
| 9° Gup    |           | Chon-Ji      | 19          |
| 8° Gup    | 8° Gup    | Dan-Gun      | 21          |
| 7° Gup    |           | Do-San       | 24          |
| 6° Gup    | 6° Gup    | Won-Hyo      | 28          |
| 5° Gup    |           | Yul-Gok      | 38          |
| 4° Gup    | 4° Gup    | Joong-Gun    | 32          |
| 3° Gup    |           | Toi-Gye      | 37          |
| 2° Gup    | 2° Gup    | Hwa-Rang     | 29          |
| 1° Gup    |           | Choong-Moo   | 30          |
| I Dan     | I Dan     | Kwang-Gae    | 39          |
| I Dan     | I Dan     | Po-Eun       | 36          |
| I Dan     | I Dan     | Ge-Baek      | 44          |
| II Dan    | II Dan    | Eui-Am       | 45          |
| II Dan    | II Dan    | Choong-Jang  | 52          |
| II Dan    | II Dan    | Juche        | 45          |
| III Dan   | III Dan   | Sam-Il       | 33          |
| III Dan   | III Dan   | Yoo-Sin      | 68          |
| III Dan   | III Dan   | Choi-Yong    | 46          |
| IV Dan    | IV Dan    | Yon-Gae      | 49          |
| IV Dan    | IV Dan    | Ul-Ji        | 42          |
| IV Dan    | IV Dan    | Moon-Moo     | 61          |
| V Dan     | V Dan     | So-San       | 72          |
| V Dan     | V Dan     | Sejong       | 24          |
| VI Dan    | VI Dan    | Tong-Il      | 56          |

### Combate modalidad WT

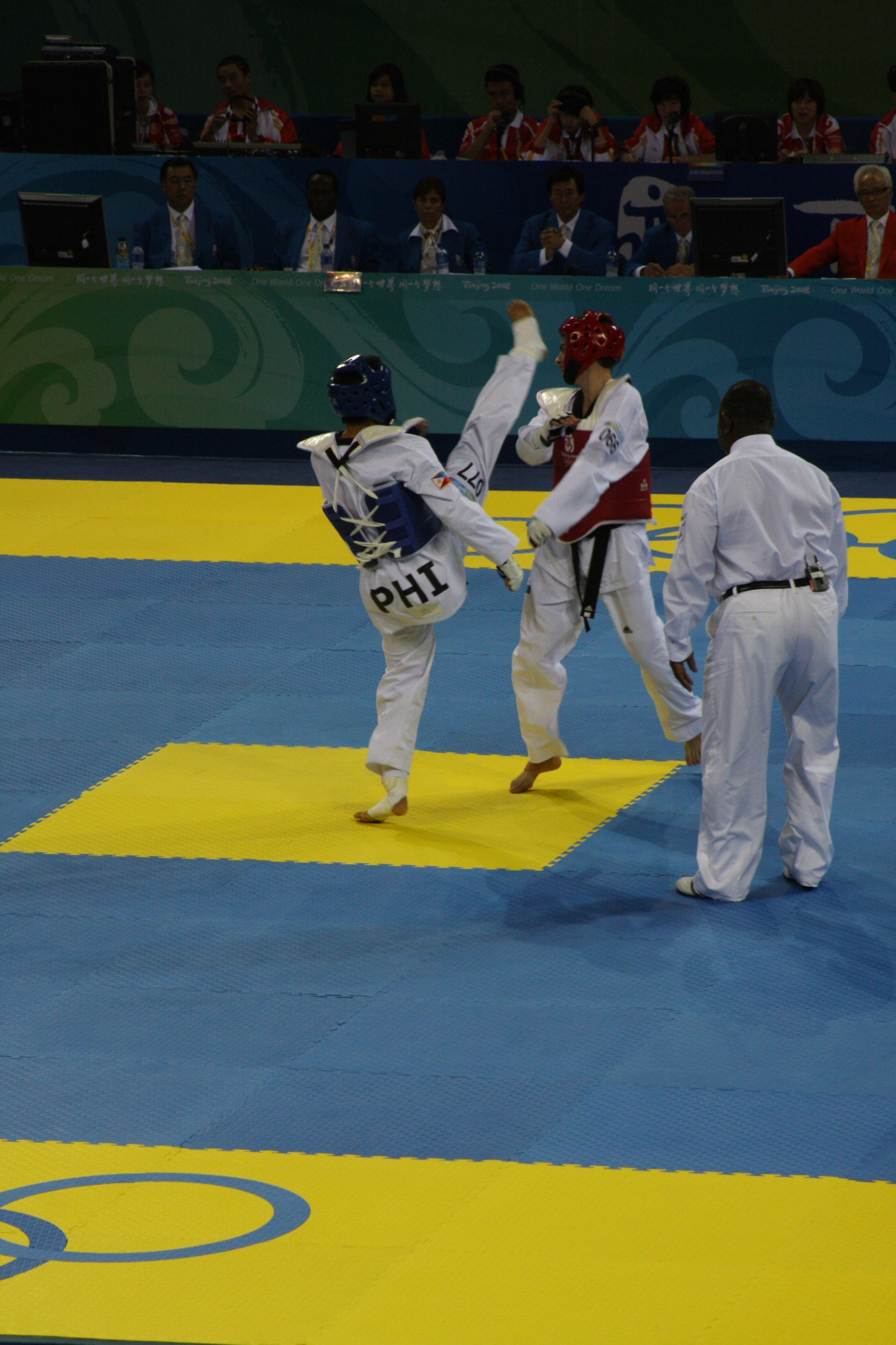
Combate en los Juegos Olímpicos de Pekín 2008.

El reglamento de la WT es el que se utiliza en las olimpiadas. Además, la Federación Mundial de Taekwondo se encarga de organizar cada dos años el Campeonato Mundial de Taekwondo.
El combate se divide en 3 rondas ininterrumpidas, con descanso entre ellas. Los participantes que ostentan grados KUP realizan 3 rondas de 1 minuto con 30 segundos de descanso entre ellas, mientras que los grados DAN realizan 3 rondas de 2 minutos con 1 minuto de descanso entre cada una. Es obligatorio que los competidores utilicen un Dobok adecuado, así como un peto protector (llamado hogu) que diferenciará a los dos competidores por su color rojo o azul. También es obligatorio el uso de un casco reglamentario que proteja la cabeza y un protector bucal para los dientes, así como protectores para los antebrazos, espinilleras, protectores para los empeines, guantes y protector genital (coquilla).
Resulta ganador el competidor que tras las tres rondas haya sumado más cantidad de puntos, sí su oponente no puede continuar por lesión, decisión médica, o si este excedió la cantidad de faltas, o acciones prohibidas permitidas. También puede ganar por pérdida de la conciencia del oponente o nocaut (Knock Out), que raramente se produce en combates deportivos WT (cuando uno de los combatientes cae y tras la cuenta de diez segundos el competidor no se levanta del tapiz). Anteriormente existía una regla que dictaba la eliminación del competidor en caso de que perdiera por diferencia de 7 puntos o más. Esta regla ha sido cambiada, ya que actualmente la diferencia es de 12 y esta es dada al final del segundo asalto o en cualquier momento del tercero.
Puntúa cualquier ataque de patada o puño que golpee con fuerza el peto protector (hogu) o cualquier ataque de patada que golpee con fuerza la cabeza o en raras ocasiones la parte superior de la tráquea. Los ataques deben hacer contacto total con la zona adecuada del adversario y llevar fuerza suficiente como para causar desplazamiento del cuerpo o la cabeza. No se permiten ataques de puño a la cabeza ni ataques por debajo de la cintura.
Las patadas al peto protector puntúan 2 puntos, 4 puntos en el caso de que sea efectuada mediante un giro, mientras que los ataques a la cabeza valen 3 puntos y 5 cuando son efectuadas con giro. Hasta hace poco los ataques con giro no tenían puntuación especial, hasta el año 2001 se daba 1 punto parejo a cada patada, fuera al peto o a la cara, en el año 2002 las patadas a la cara empezaron a dar 2 puntos, así hasta llegar a la puntuación actual. También se sumaba un punto "de cuenta de protección" si un ataque había aturdido al oponente. Estas últimas medidas se eliminaron hace poco. Los puñetazos se limitan tan solo al peto, y deben ser efectuados de abajo hacia arriba acabando el golpe en el peto, que dado el caso, valdrá solo un punto. En caso de KO, el atacante gana el combate.
Desde el año 2009 el sistema de puntuación se lleva mediante unos petos electrónicos, que suben al marcador los impactos recibidos. Hasta hace poco se crearon los cabezales electrónicos los cuales funcionan de la misma manera que el peto. 
Desde el año 2017 se aprobó solamente una sola penalización, el "Gam-Jeon" que si es efectuado en alguno de los competidores será un punto para el rival. El Gam-Jeon se efectúa cuando: Se intenta evadir un ataque dando la espalda al adversario; ataques por debajo de la cintura repetidamente; intentar lesionar al contrincante. Atacar al oponente cuando la ronda ha acabado; atacar a un oponente derribado; golpear intencionadamente la cara del adversario con la mano, caerse al suelo, pasar los brazos del lado del contrincante, pasar la pierna por el lado del contrincante.
Si le cobran a uno de los competidores 10 Gam-Jeon será automáticamente descalificado.

### Poomsaes (formas WT)
Esta es la denominación que se le da a las formas según la WT. Por cada grado kup, empezando desde el cinturón blanco existe un pumse característico, y por cada cinturón negro o grado DAN hay varios, hasta el 10.º DAN. Este último se daría una vez muerto
Formas básicas e intermedias
- Kibon 1,2, y 3
- 1: taeguk il chang
- 2: taeguk i chang
- 3: taeguk sam chang
- 4: taeguk sa chang
- 5: taeguk o chang
- 6: taeguk yuk chang
- 7: taeguk chil chang
- 8: taeguk pal chang
Formas superiores o avanzadas
- Koryo
- Kumgang
- Taebek
- Shypchin
- Chitae
- Chungkwon
- Jansu
- Ilyo
En septiembre de 2006, se celebraron en Corea los primeros campeonatos mundiales de Pumsaes (formas). Se realizaron categorías individuales, por parejas y tríos. Desde el año 2004 y en vistas a estos primeros campeonatos mundiales ha habido mucho movimiento a nivel mundial para unificar los criterios de ejecución en los cinco continentes y poder disputar estos primeros campeonatos mundiales. Las reestructuraciones en la forma de competir en cuanto a reglamento y ejecución de estos, han sido muy importantes para llegar a este fin.
Hasta ahora, se han celebrado los siguientes campeonatos mundiales de formas o "pumsae":
- 2006: Seúl (Corea del Sur)
- 2007: Incheon (Corea del Sur)
- 2008: Ankara (Turquía)
- 2009: El Cairo (Egipto)
- 2010: Taskent (Uzbekistán)
- 2011: Vladivostok (Rusia)
- 2012: Tunja (Colombia)
- 2013: Bali (Indonesia)
- 2014: Aguascalientes (México)
- 2016: Lima (Perú)
- 2018: Taipéi (República de China)

## Beneficios
Los beneficios de la práctica continua del Taekwon-do son muy buenos y productivos. Muchos estudios han revelado que las personas que se ejercitan en una disciplina deportiva, a lo largo de su vida, tienen menos riesgos de obesidad, desarrollo de enfermedades crónicas, drogadicción, entre otras condiciones que afectan la salud física, mental y emocional. Las investigaciones realizadas en adolescentes, mostraron que la práctica continua del taekwondo como arte marcial, ayuda a mejorar la salud en general, y condiciona de forma apropiada los reflejos, mejorando el tiempo de reacción.
Un estudio realizado con personas mayores de 70 años mostró que la práctica cotidiana de las artes marciales tradicionales de naturaleza "dura" mejora el balance y el tiempo de reacción de las personas. Por esta razón, se puede concluir que el taekwondo no es un simple deporte más que otorga una óptima condición física y buenos hábitos de vida, sino que además otorga a los practicantes dedicados a explorar la totalidad del arte, la posibilidad de reaccionar con eficacia ante una amenaza o situación adversa.

## Otras federaciones del taekwondo
Distintas organizaciones del taekwondo fueron apareciendo con la idea de unir los estilos de la ITF y de la WT. Algunas de ellas son las siguientes:
- ATA Martial Arts, Anteriormente conocida como Asociación Americana de Taekwondo -ATA- es una organización deportiva fundada en Omaha, Nebraska en 1969 por Haeng Ung Lee.[27] Opera principalmente en Estados Unidos.

- Universal Taekwon-do DEAMYDC (U.T.D.) del Departamento Español de Artes Marciales y Deportes de Contacto DEAMYDC, es una disciplina que ha unido tanto a I.T.F. y W.T.F. así como algunas disciplinas menos conocidas del Taekwondo para practicarlo universalmente. El Departamento Español de Artes Marciales y Deportes de Contacto DEAMYDC es una entidad, la cual posee ámbito Nacional, estando registrado en España en el Ministerio del Interior con el n.º de Registro Nacional 607.327, así como son reconocidos por la Federación Española de Artes Marciales y Deportes de Contacto FEAMYDC .[28] En U.T.D. Además de los colores tradicionales de cinturón, también incluye el color naranja, que simboliza la tierra fértil.[29]